# Corybas pruinosus
Corybas pruinosus là một loài thực vật có hoa trong họ Lan. Loài này được (R.Cunn.) Rchb.f. mô tả khoa học đầu tiên năm 1871.